# Europsko prvenstvo u košarci za žene – Rumunjska 1966.
Europsko prvenstvo u košarci za žene 1966. godine održalo se u Rumunjskoj 1966. godine.